# 西莫内·切拉索洛
西莫内·切拉索洛（義大利語：Simone Cerasuolo，2003年6月22日—），意大利男子游泳运动员，2022年世界短池锦标赛男子4×50米混合泳接力金牌得主、混合4×50米混合泳接力银牌得主、男子50米蛙泳和男子4×100米混合泳接力铜牌得主、2024年世界短池锦标赛男子4×100米混合泳接力铜牌得主、2025年世界锦标赛男子50米蛙泳金牌得主。